# Lenka Smoláková
Lenka Smoláková (* 1. února 1965 Praha) je bývalá československá sportovní plavkyně.

## Sportovní kariéra
Závodnímu plavání se začala věnovat ve 11 letech, když byla přijata do sportovní plavecké třídy na pražské základní škole. Pod vedením Marcely Jelínkové se v klubu Bohemians ČKD specializovala na plaveckou techniku prsa.
V roce 1979 byla zařazena do střediska vrcholového sportu ministerstva školství pod odborné vedení Rudolfa Poledníka. Po boku nejlepší československé prsařky Ireny Fleissnerové se jako sparringpartnerka během dvou let vypracovala v jednu z nejrychlejších prsařek v republice.
V poolympijské sezóně 1981 se dostala do užšího výběru reprezentace. Na mezistátním utkání s Nizozemskem v Nijmegenu koncem března se přiblížila úrovni evropské plavecké špičky. 100 m prsa zaplavala pod hranici 74 sekund časem 1:13,86 a 200 m prsa pod 160 sekund časem 2:38,60. V květnu poprvé odletěla na společné reprezentační soustředění se sovětskou reprezentací do Taškentu. V letní sezóně však zaostávala za svými osobními rekordy z konce zimní sezóny. Na červencovém mistrovství republiky, kde měla potvrdit nominaci na zářijové mistrovství Evropy, zaplavala průměrné časy – 100 m prsa za 1:16,37 a 200 m prsa za 2:42,74. Trenér Poledník se jí však zastal, že potřebuju psychicky vyzrát, v tréninku totiž plave dokonce lépe než Irena Fleissnerová. K nominaci jí také pomohlo, že na závodech mistrovství republiky nestartovala pro nemoc její hlavní rivalka, stejně stará Hana Březíková z TJ Gottwaldov. Závěrečnou přípravu absolvoval ve Strakonicích. V září na mistrovství Evropy v jugoslávském Splitu skončila v rozplavbách na 100 m prsa v čase 1:15,83 na celkovém 18. místě. Výkonnostní krizi potvrdila za dva dny na dvojnásobné trati 200 m prsa, když podprůměrným časem 2:44,88 nepostoupila v slabší konkurenci 24 plavkyň z rozplaveb. V závěru roku si spravila náladu na evropském poháru v Londýně, kde po delší době zaplavala 100 m prsa hluboko pod 75 vteřin.
V zimní sezóně 1982 se dostala zpátky do své jarní formy z minulého roku. Na mezistátním utkání s Nizozemskem v Bratislavě vylepšila po roce svůj osobní rekord na 200 m prsa časem 2:37,83 a zařadila se mezi vážné adeptky účasti červencového mistrovství světa. Na společné závěrečné soustředění s juniorskou reprezentací SSSR před letní sezónou odletěla v květnu do arménského Cachkadzoru. Zde se jí poprvé ozvaly problémy s kolenem a musela několik dní v tréninku vynechat. Její výsledky v letní sezóně naznačovaly úpadek formy proti sezóně zimní. Po červencovém letní mistrovství republiky přiznala, že v tréninku a v závodě nemůže odvádět maximum kvůli problémům s meniskem. Přišla kvůli tomu o start na mistrovství světa v ekvádorském Guayaquilu. V srpnu podstoupila vyšetření a na podzim operaci problémového kolena. Po rekonvalescenci se pokusila o návrat, ale operované koleno jí vyšší zátěž nedovolilo.
V roce 1983 maturovala na sportovním gymnáziu Nad Štolou a vzápětí ukončila aktivní sportovní kariéru.